# بلياردو
البلياردو (بالإنجليزية: Billiard) وتعرف أيضًا باسم رياضات العصا هي مجموعة متنوعة من الألعاب تُلعب بالعصا (تسمى عصا البلياردو) لضرب مجموعة من الكرات وتحريكها على طاولة مغطاة بالقماش تحدها مصدات مرنة تعرف بالوسائد.
من الصعب جدًا تحديد مخترع لعبة البلياردو فتاريخ اللعبة معقّد للغاية. إن كلًا من الفرنسيين والإنجليز والألمان يدّعون اختراعها. حتّى أن هنالك بعض الأساطير التي تردّها إلى الصين قبل ظهورها في أوروبا بأجيال. والصعوبة أيضًا في تحديد مبتكري اللعبة تنسحب على الفترة الزمنية التي ظهرت فيها ولو أن الترجيحات تصبّ لصالح ظهورها في القرنين الخامس عشر والسادس عشر على الرغم من بعض الأصوات التي تردّ ظهورها إلى القرن الخامس قبل الميلاد.
عندما تلعب الكرة السوداء بندة، يجب لمس الكرة في اللعب لكن إذا لعب الكرة البيضاء دون ان تلمس الكرة السوداء وتخلط في العديد من البندة تُحسب أن هذا اللاعب خسر.

## التسمية
تاريخيا، كانت كلمة «البلياردو» هي المصطلح الشامل المستخدم للدلالة على جميع الألعاب التي تلعب بالعصا. ولا يزال البعض يستخدم هذه المصطلح حتى اليوم، وفي وقت لاحق انقسم استخدام الكلمة إلى معاني أكثر حصرية في أجزاء مختلفة من العالم. على سبيل المثال، في اللغتين الإنجليزية البريطانية والأسترالية، تشير البلياردو عادةً إلى لعبة البلياردو الإنجليزية حصريًا، بينما تُستخدم الكلمة أحيانًا في الإنجليزية الأمريكية والكندية للإشارة إلى لعبة معينة أو فئة ألعاب معينة، أو إلى جميع ألعاب البلياردو بشكل عام اعتمادًا على على اللهجة والسياق. في الاستخدام العامي، يمكن استخدام مصطلح البلياردو للإشارة إلى ألعاب البلياردو مثل السنوكر أو لعبة الهرم الروسي.

## قانون لعبة الثمان كرات
لعبة (الثمان كرات) هي لعبة ترتكز على تسمية الضربة (أي الكرة المقصودة في الجيب المقصود) وتتألف من كرة بيضاء وخمسة عشر كرة هدف مرقمة من 1 إلى 15 , هدف اللعبة هو أن يقوم أحد اللاعبين بإدخال الكرات المرقمة من 1 إلى 7 (الألوان السادة) بينما اللاعب الأخر يقوم بإدخال الكرات من 9 إلى 15 (الألوان المخططة) واللاعب الذي ينهي إدخال مجموعته أولاً ثم يدخل الكرة رقم (8) بشكل قانوني هو الرابح.

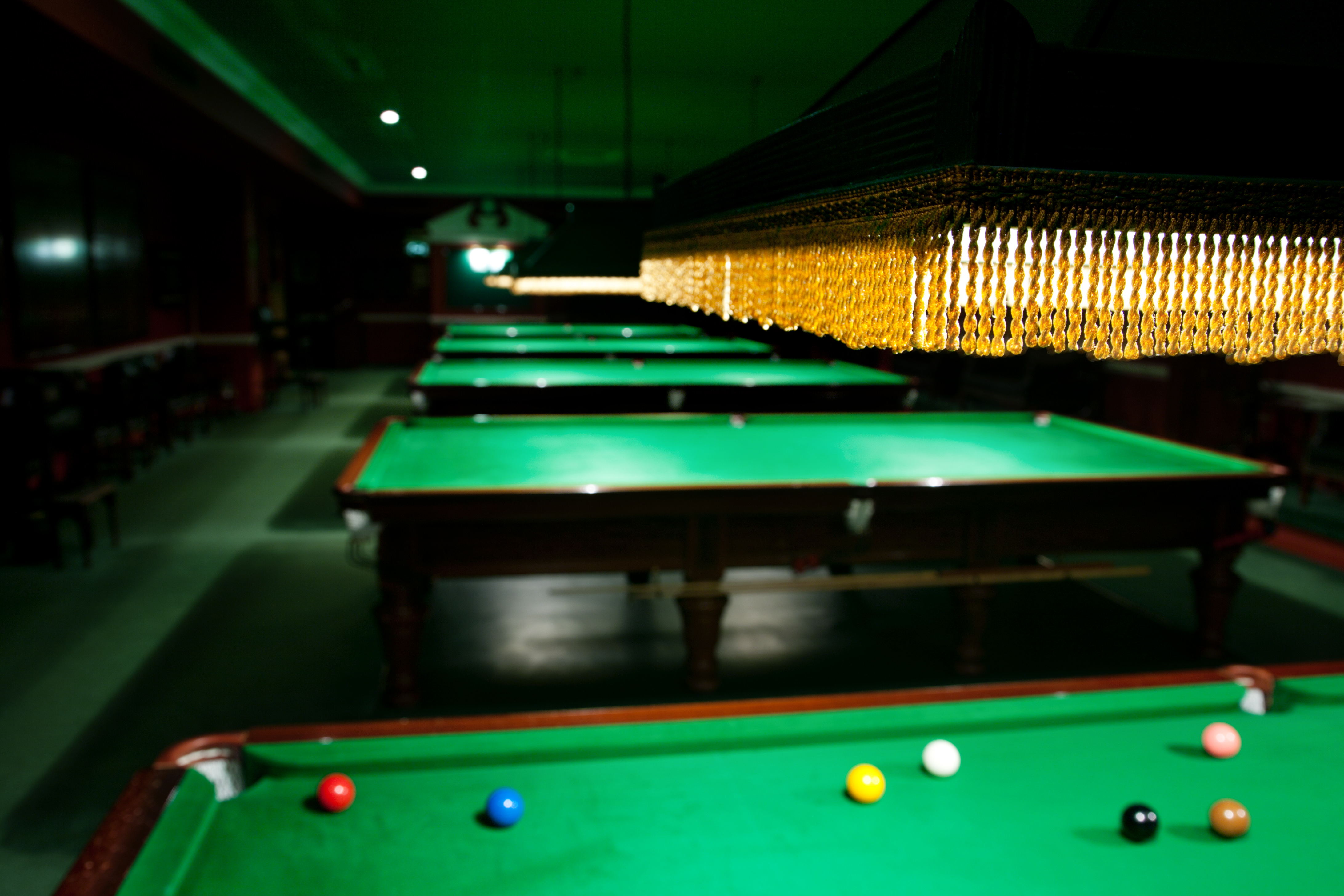
مجموعة من طاولات البلياردو المتراصة في أحد الأندية في لندن

### تسمية الضربة«التحديد»
لا يتطلب أن يحدد اللاعب الكرة والجيب إذا كانت واضحة بالرغم أنه من حق الخصم أن يسأل لتأكيد الضربة، ويجب تحديد الكرة غير المباشرة وغير الواضحة والجيب المراد اللعب فيه، وليس من الضروري أن تحدد الكرة بشكل مفصل كعدد الارتدادات..... آلخ، أي كرات تسقط في الجيوب أثناء خطأ تبقى كذلك سواء كانت للاعب أو الخصم في الضربة الافتتاحية ليس على اللاعب أن يحدد كرة وله الحق أن يواصل اللعب إذا أسقط أي كرة.

### صف الكرات
ترتب الكرات على شكل مثلث في أسفل الطاولة وذلك بوضع الكرة رقم (8) في منتصف المثلث على النقطة، وتوضع كراتان مخططتان في زاوية وكراتان سادة في الزاوية الأخرى ثم توضع الكرات بعد ذلك واحدة عكس الأخرى.

### بدء المباراة
تبدأ المباراة بضربة الكسرة ويتم تحديد اللاعب الذي سيبدأ بهذه الضربة بإجراء قرعة أو ضربة متزامنة (اللاق) لكل اللاعبين على كرتين من رأس الطاولة إلى الجانب المقابل من الطاولة على أن ترجع الكرتين إلى رأس الطاولة وصاحب الكرة الأقرب إلى جانب البداية (الكشن) هو الذي يبدأ الكسرة.

### ضربة الكسرة القانونية
لتنفيذ كسرة قانونية على اللاعب وضع الكرة البيضاء خلف الخط ويجب
1. أن يدخل كرة في الجيب
2. أن يدفع أربع كرات هدف على الأقل إلى أحد الجوانب

و في حالة فشله في تنفيذ كسرة قانونية بهذا الشكل عندها تعتبر الكسرة خطاء ويصبح الخيار للاعب الخصم في
1. قبول الطاولة على حالها واللعب
2. يعاد صف الكرات مرة أخرى ويقوم بتنفيذ ضربة الكسرة
3. يطلب من اللاعب الأول أن يقوم بتنفيذ ضربة الكسرة مرة أخرى

إدخال الكرة البيضاء أثناء الكسرة القانونية
إذا أدخل اللاعب الكرة البيضاء أثناء الكسرة القانونية يكون الحكم
1. كل الكرات التي أدخلت تبقى في الجيوب ماعدا الكرة رقم « 8 «
2. تعتبر خطأ في ضربة الكسرة
3. الطاولة تبقى مفتوحة

ملاحظة: في هذه الحالات يعطى اللاعب الخصم الكرة في يده ويضعها خلف خط الابتداء في رأس الطاولة.

#### إسقاط الكرة رقم (8) أثناء الضربة الافتتاحية
إذا سقطت الكرة السوداء (8) أثناء الكسرة فإن اللاعب الذي كسر له الحق بأن
1. طلب إعادة ترتيب الكرات في المثلث
2. أن يخرج الكرة السوداء وتوضع على النقطة ويتم مواصلة اللعب

أما في حالة أنه أسقط معها الكرة البيضاء فإن اللاعب الآخر (الخصم) له الحق بأن
1. يطلب إعادة ترتيب الكرات في المثلث
2. أن يخرج الكرة السوداء وتوضع على [[}النقطة]] ويتم أخذ الكرة البيضاء في اليد خلف الخط

### اختيار المجموعات
اختيار مجموعات الكرات (مخطط أو سادة) لايحدد في الكسرة حتى لو دخلت كرات من مجموعة واحد فقط أو من مجموعات، يتم عندما يسقط اللاعب كرة ثم يحددها بعد الضربة الافتتاحية (الكسرة).

### الضربة القانونية
في كل الضربات (ماعدا الكسرة وكذلك عندما تكون الطاولة مفتوحة) على اللاعب أن يضرب كرة من مجموعة ثم (1) يدخل كرة في الجيب (2) إيصال الكرة البيضاء أو أي كرة أخرى إلى أحد الجوانب، كما يحق للاعب أن يضرب إلى الجانب قبل أصابه كرته لكن يجب عليه أن تسقط في الجيب أو أن يجعل الكرة البيضاء أو أي كرة مرقمة أخرى تلامس الجانب وما عدا ذلك يعتبر خطأ.
ملاحظة:
1- لايحتسب الجانب إذا كانت الكرة لاصقة أصلاً بنفس الجانب.
2- أن دخول أية (كرة أو كرات) بما في ذلك كرات الخصم في نفس الضربة أثناء إدخال الكرة المسماة في الجيب المسمى يعتبر قانونياً ويحق للاعب أكمال اللعب وفي حالة دخول الكرة المسماة قبل أي كرة أخرى ماعدا الكرة رقم (8) في هذه الحالة لايعتبر خسارةللجولة وإذا أدخلت الكرات الأخرى قبل المسماة لايعتبر خسارة للدور.

### التسجيل
يخول اللاعب بأن يواصل التسديد حتى يخفق في إسقاط كراته بشكل قانوني، وبعد إدخال كل كرات مجموعة قانونياً يحق له اللعب على الكرة رقم (8) وإدخالها.

### عقوبة الخطأ
عندما يرتكب أحد اللاعبين خطأ يحصل اللاعب الخصم على الكرة البيضاء في يده ويحق له وضعها في أي مكان يراه مناسباً على الطاولة وهو غير ملزم بوضعها خلف خط الابتداء إلا عند ارتكاب الخطاء في الكسرة، وأن الهدف من هذا القانون هو منع اللاعب من ارتكاب الأخطاء عمداً والتي تحرج وضع الخصم، وفي حالة الكرة البيضاء في اليد يحق للاعب استعمال يده أو العصاء أو رأس العصاء لوضع الكرة البيضاء وعند الاستعداد للضربة فأن أية ملامسة تحرك الكرة البيضاء تعتبر خطاً أذا لم تكن ضربة قانونية.

### الضربات المركبة
يسمح بلعب الضربات المركبة لتحقيق ضربة قانونية ولأكن لايحق له استعمال الكرة رقم (8).

### الكرات التي تسقط بشكل غير قانوني
تعتبر الكرة الهدف التي أسقطة غير قانونية عندما
(1) يرتكب خطأ أثناء التسديد
(2) تدخل الكرة الهدف في جيب آخر غير المعلن عنه
(3) إعلان ضربة أمان (safe) قبل التسديد.

### كرات مرقمة قفزت خارج الطاولة
يعتبر خطأ إذا قفزت أي كرة خارج الطاولة إلا إذا كانت الكرة رقم (8) فإنها تعتبر خسارة للاعبة وأي كرة تقفز خارج الطاولة تستبعد ولا يتم وضعها على الطاولة.

### ارتكاب خطاء أثناء التقفيز والانحناء بالكرة
إذا لم تكن المباراة تدور بواسطة حكم فإنه على اللاعب أن يضع بالاعتبار بأن أي ملامسة لكرة مرقمة تعيق اللاعب أثناء محاولة تقفيزة الكرة البيضاء أو الانحناء تعتبر خطاء سواء حركت بالكرة أو باليد أو حتى بالمسند

### اللعب على الكرة رقم «8»
أثناء اللعب على الكرة رقم (8) فإن دخول أو قفز الكرة البيضاء لا يعتبر خسارة للجولة إلا أذا دخلت الكرة رقم (8) أو قفزت خارج الطاولة، ولا يحق استعمال الضربات المركبة لإدخال الكرة رقم (8) قانونياً.

### خسارة الشوط
يخسر اللاعب إذا أرتكب أي من هذه المخالفات
1. عمل خطأ أثناء إسقاط الكرة السوداء في الجيب.
2. إسقاط الكرة السوداء بنفس الوقت الذي يسقط فيه آخر كرة من مجموعته.
3. أخراج الكرة السوداء خارج الطاولة في أي وقت من المباراة
4. إسقاط الكرة السوداء من دون تحديد الجيب الذي سوف يلعب فيه
5. إسقاط الكرة السوداء قبل إنهاء كرات مجموعته

6 اسقاط الكرة السوداء في الجيب الخطأ، اللذي لم يحدده اللاعب
ملاحظة: يجب الإعلان عن هذه المخالفات لكل اللاعبين قبل بداية اللعب

### جمود الملعب
بعد اللعب ثلاثة أدوار متتالية على الطاولة لكل لاعب أي (ستة أدوار) فعلى الحكم أن يعلن إعادة لعب الشوط (نفس اللاعب الذي كسر في الشوط السابق يكسر في الشوط المعاد)

## ألعابها
يوجد في البلياردو عدد من الألعاب التي تستقل عنها بعض الأحيان. فاللعبة الأساسية هي «إيت بول» أي الكرة الثامنة وهي الكرة السوداء التي يتنافس اللاعبان لإدخالها بعد انتهائهما من إدخال كراتهما (سبع كرات لكلّ لاعب متميّزة عبر الأرقام والألوان بالإضافة إلى الكرة الثامنة حيث تتألّف اللعبة من خمس عشرة كرة وبالإضافة أيضاً إلى الكرة البيضاء التي تستخدم للضرب من قبل كلا اللاعبين). اللعبة الثانية
هي «الناين بولز» أو التسع كرات حيث يتنافس اللاعبان على إدخال تسع إلى 22 كرة.أمّا لعبة «الثلاث كرات» فهي أيضاً مختلفة بخصوص الطاولة حيث لا يوجد فيها أيّ حفرة خاصة بإدخال الكرة.وتحتوي ثلاث كرات فقط يطلب من اللاعب ضرب إحداها ثم ضرب 3 جدران على الأقل ثم ضرب الكرة في كلّ دور للحصول على النقاط.

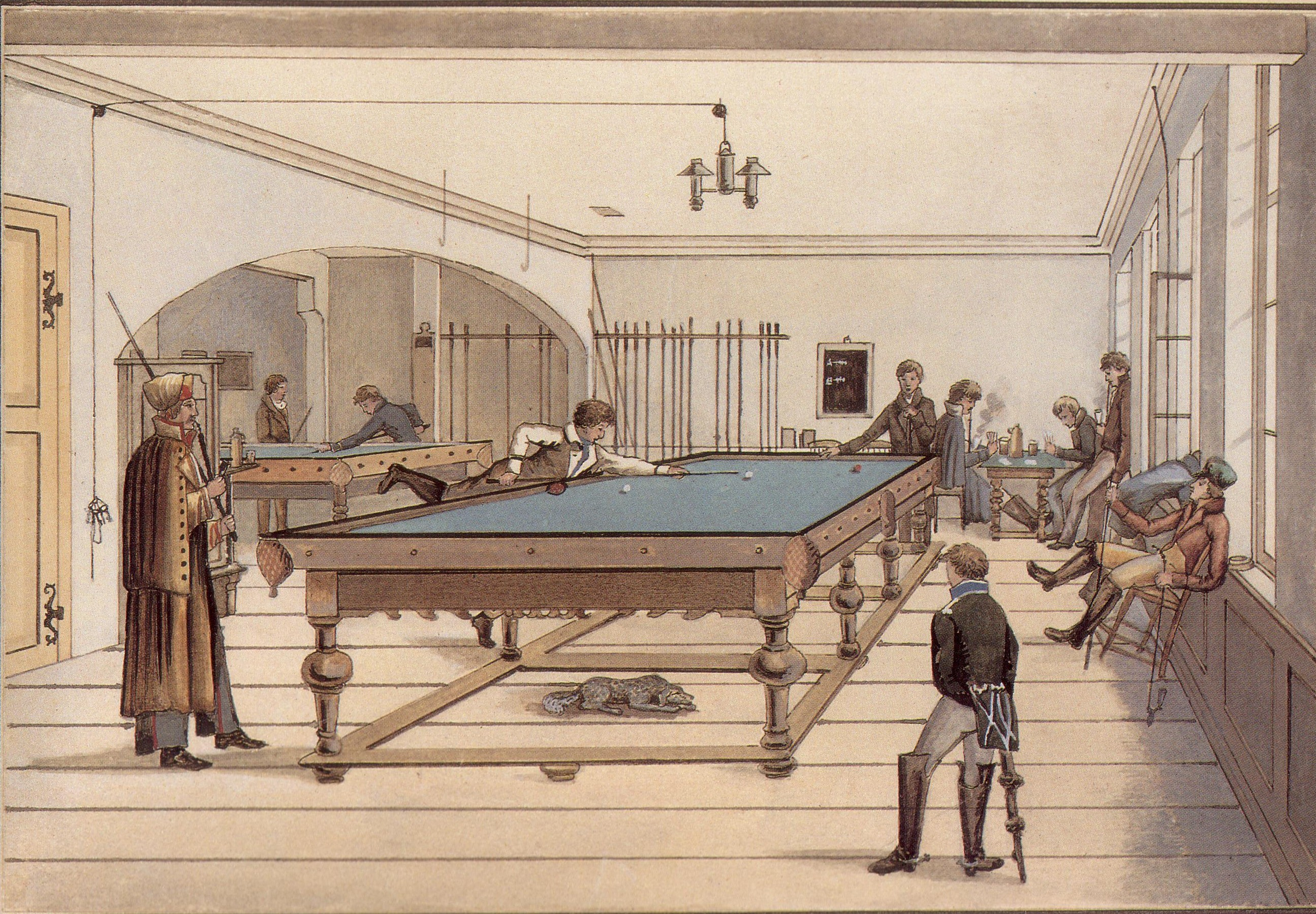
صورة لطاولة البلياردو
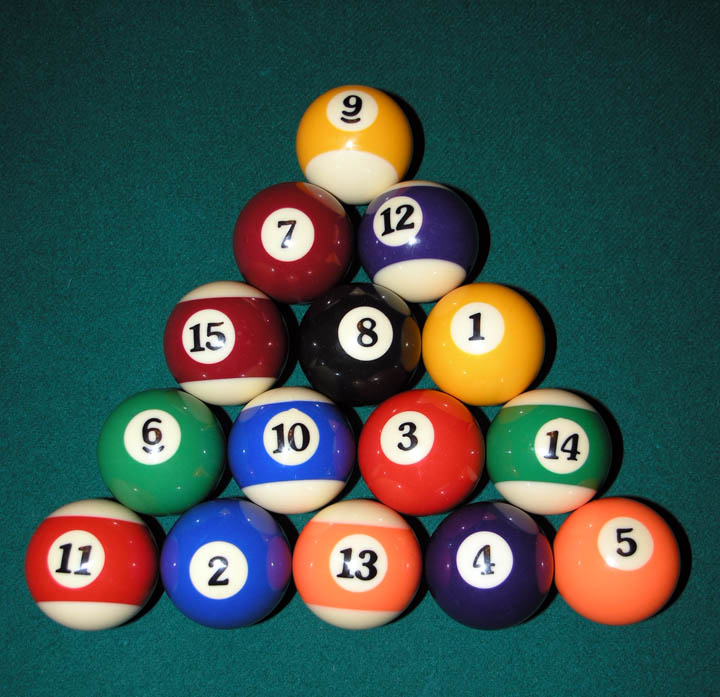
كرات البلياردو